# Onciale 072
- Papyrus
- Onciale
- Minuscules
- Lectionnaire

Le Codex 072, porte le numéro de référence 072 (Gregory-Aland), ε 011 (Soden), est un manuscrit de vélin du Nouveau Testament en écriture grecque onciale.

## Description
Le codex se compose de une folio. Il est écrit en une colonne, dont 22 lignes par colonne. Les dimensions du manuscrit sont 20 cm x 15 cm. Les paléographes datent ce manuscrit du Ve siècle (ou VIe siècle). C'est un palimpseste, le supérieur texte est arabe,. 
Contenu
Les est un manuscrit contenant le fragment du texte du Évangile selon Marc 2,23-3,5. 
Texte
Le texte du codex représenté type mixte. Kurt Aland le classe en Catégorie III. 
Lieu de conservation
Il fut conservé à la Qubbat al-Khazna (en) à Damas, en Syrie.